# Dichaetomyia matilei
Dichaetomyia matilei este o specie de muște din genul Dichaetomyia, familia Muscidae, descrisă de Adrian C. Pont în anul 1978. Conform Catalogue of Life specia Dichaetomyia matilei nu are subspecii cunoscute.